# Cadernos de Etnolingüística
Cadernos de Etnolingüística é um periódico eletrônico especializado em trabalhos no campo das ciências da linguagem e das línguas indígenas sul-americanas. É publicada pela Biblioteca Digital Curt Nimuendajú.

## Editores
Os editores da revista:
2020-Presente
- Flávia de Castro Alves (Universidade de Brasília, Brasil)
- Lev Michael (University of California em Berkeley, EUA)
- Roberto Zariquiey (Pontificia Universidad Católica del Perú, Perú)

2016-2019
- Aline da Cruz (Universidade Federal de Goiás, Brasil)
- Lev Michael (University of California em Berkeley, EUA)
- Roberto Zariquiey (Pontificia Universidad Católica del Perú, Perú)

2009-2016
- José Pedro Viegas Barros (CONICET, Argentina)
- Mônica Veloso Borges (Universidade Federal de Goiás, Brasil)
- Eduardo Rivail Ribeiro (University of Chicago, EUA)
- Hein van der Voort (Radboud Universiteit Nijmegen, Holanda)

## Série Monografias
Trabalhos na Série Monografias:
- Guató: A língua (Schmidt 2018)
- A Linguistic Analysis of Old Omagua Ecclesiastical Texts (Michael & O'Hagan 2016)
- Introdução ao Mundurukú: fonética, fonologia e ortografia (Picanço 2012)
- Bora loans in Resígaro: Massive morphological and little lexical borrowing in a moribund Arawakan language (Seifart 2011)
- Vocabulário Arikapú-Português (Arikapú, Arikapú & Voort 2010)